# حسنين ميرزا
حسنين علي ميرزا (بالأردوية: حسنین مرزا)‏، (من مواليد 29 مايو 1983)، هو محام باكستاني، وهو عضو مجلس إقليم السند. وهو ابن ذو الفقار ميرزا والوزيرة الاتحادية فهميدا ميرزا.  هو حفيد المحامي والسياسي ظافر حسين ميرزا.